# Villa Mussolini
Villa Mussolini, in precedenza Villa Margherita, è una villa di Riccione, nota per essere stata la residenza estiva di Benito Mussolini, della moglie Rachele Guidi e dei cinque figli dal 1934 al 1943.

## Storia
Villa Margherita venne costruita nel 1893, adiacente alla spiaggia, da Ferdinando Mancini, di Riccione, che l'aveva poi venduta l'anno successivo ad Eugenia Beccadelli in Grimaldi. Quindi ne fu proprietario il conte Angeletti di Bologna, che a sua volta la vendette alla signora Galli Bernabei. Nel 1932 fu presa in affitto dalla famiglia Mussolini e nel 1934 Rachele la acquistò dalla Bernabei. Nell'agosto del 1934 ospitò la vedova del cancelliere austriaco Engelbert Dollfuss, Alvina, assieme ai figli Eva e Rudy.
A pochi metri da villa Margherita sorgeva una villa in mattoni rossi della famiglia di un ebreo originario di Corfù, Nissim Matatia, che gestiva avviati negozi di pellicceria a Faenza e Forlì. A partire dalle campagne antisemite del 1938 la famiglia Matatia subì da parte delle autorità fasciste continue persecuzioni affinché lasciasse quella casa, poiché consideravano indecente la presenza di ebrei vicino alla dimora del loro capo. Infine Nissim fu espulso dal paese e costretto a vendere la villa per una cifra irrisoria. In seguito l'intera famiglia verrà deportata ad Auschwitz e quasi per intero sterminata.

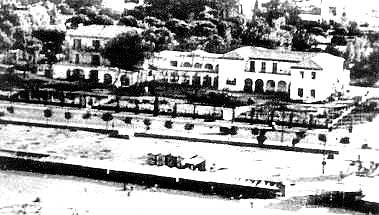
Il lato mare di Villa Mussolini a Riccione nel 1935

Nel 1940 venne costruita la palazzina per le famiglie dei figli Bruno e Vittorio per un totale di 27 camere su tre piani e per l'ampliamento vennero annesse proprietà vicine ed eliminata una porzione di strada. Il 15 giugno 1941 il dittatore partì per Riccione e il 22 giugno venne informato da Galeazzo Ciano dell'inizio dell'Operazione Barbarossa. Il 25 luglio 1943, giorno della caduta del fascismo, si trovavano nella villa per le vacanze estive Romano, Anna Maria con Ola, la prima moglie di Vittorio e Gina, vedova di Bruno.
Nel 1945 la villa divenne proprietà del Demanio Patrimoniale e nel 1946 e nel 1948 venne ristabilito l'assetto urbanistico originario eliminando il patio e la palazzina che era stata aggiunta, e ripristinando la strada che era stata eliminata.

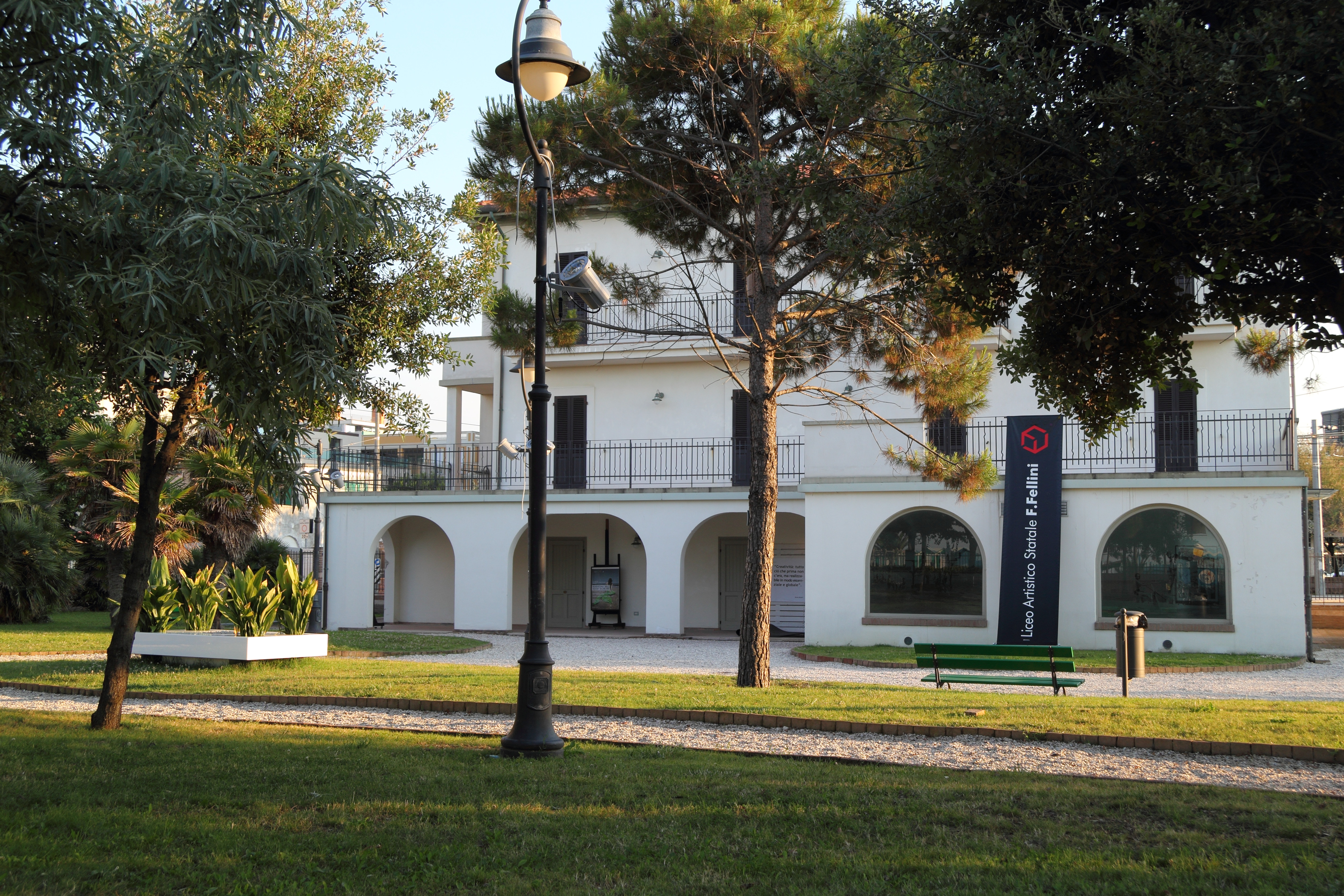
Villa Mussolini nel 2011

Di proprietà dello Stato, dal 1966 al 1983 divenne sede di un ristorante.
Nel 1979 la giunta comunista del sindaco Terzo Pierani pensò di demolire la villa e di farne un parco, la sua realizzazione aveva un costo previsto di 199 milioni di lire di cui 92 dati al proprietario come risarcimento; tuttavia il progetto non venne realizzato.
Nel 1997 l'edificio venne acquistato dalla Fondazione Cassa di Risparmio di Rimini e dato in comodato d'uso al comune, di cui era allora sindaco Massimo Masini. Vennero quindi destinati dal successivo il sindaco Daniele Imola (DS) 750.000 euro (a cui si aggiunsero 250.000 dalla provincia di Rimini) per il restauro dell'edificio nonostante alcuni dissensi interni ai DS, l'opposizione netta di Rifondazione Comunista e le proteste di numerosi cittadini sia a Riccione che dal resto d'Italia. L'amministrazione comunale, con decisione che suscitò controversie, mutò il nome di Villa Margherita in "Villa Mussolini", trasformandola in sede di mostre ed eventi. Dopo i restauri, la villa venne riaperta nel luglio 2005..